# Титово поле

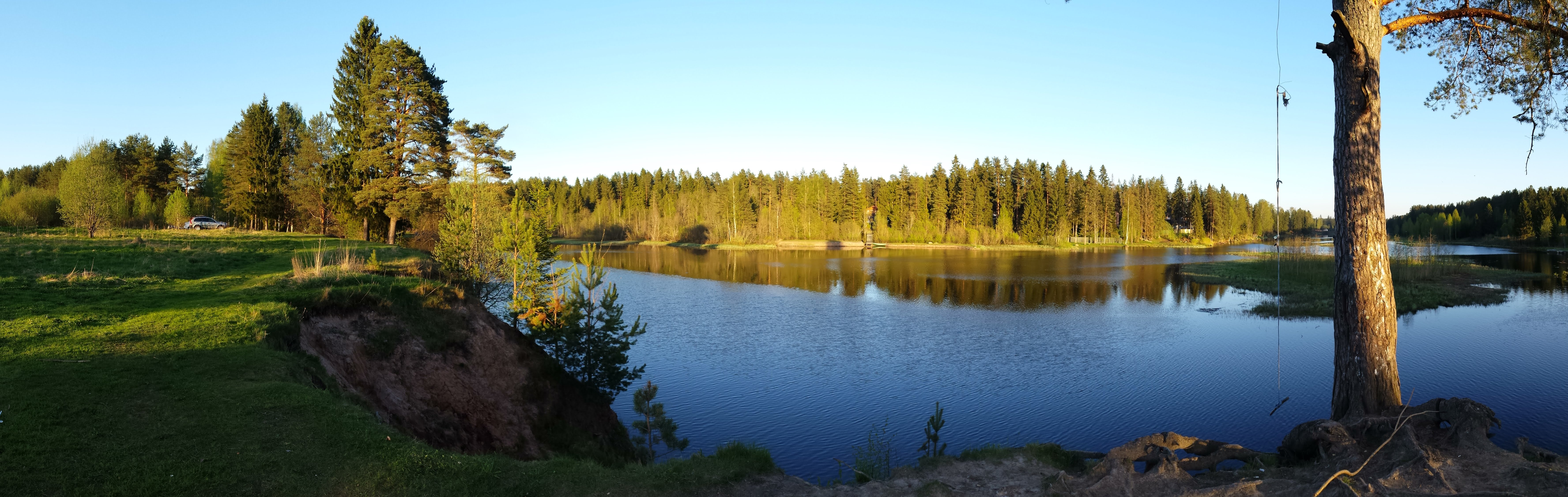
Вид с Титова поля на реку Оредеж

Титово поле — урочище в посёлке городского типа Вырица (Ленинградская область).
Находится на берегу реки Оредеж в историческом микрорайоне Вырицы — деревне Вырица. Титово поле представляет собой природный ландшафт, включающий обрывистые крутые берега, пологие склоны, небольшой лесок из молодых сосен. В северной части Титова поля расположен пологий спуск к реке, который зимой используется как лыжная горка. Там же, в северной части поля, находится небольшой участок с удалённым дёрном, в результате чего произошло обнажение песчаного грунта и образовалась естественная песочница, где играют дети. В южной части Титова поля, которая отделена от северной небольшим молодым сосновым лесом, берег образует обрывы. Там находится живописная сосна, которую уже несколько десятков лет используют в качестве тарзанки.
Южная часть Титова поля примыкает к комплексу Васильевского дворца, являющегося современной репликой на Большой Екатерининский дворец в Пушкине.
Своим названием Титово поле обязано местному крестьянину из деревни Вырица, Ефиму Титову (родился в 1872 году). В самом начале XX века Ефим Титов получил здесь хуторский участок. Ефим Титов — двоюродный дядя писателя-фантаста и учёного-палеонтолога Ивана Антоновича Ефремова. В 2019 году жители Вырицы инициировали сбор подписей за присвоение Титову полю статуса особо охраняемой природной территории местного значения.